# Міністерство освіти і науки, молоді та спорту України
Міністе́рство осві́ти і нау́ки, молоді та спорту Украї́ни (МОНмолодьспорт України) — колишнє міністерство України.

## Історія державних органів управління освітою України/Української РСР
- Народнє секретарство освіти (1917—1918), м. Харків, з 12.02.1918 р. — м. Київ, з 27.02.1918 р. — м. Полтава, з 12.03.1918 р. — м. Катеринослав, з 22.03.1918 р. — м. Таганрог
- Відділ освіти при Тимчасовому робітничо-селянському уряді України, м. Харків (1918—1919)
- Народній комісаріят освіти Української СРР (1919—1919), м. Харків, з 21.03.1919 — м. Київ, з серпня 1919 р. — м. Чернігів
- Комісія освіти при Всеукраїнському Революційному комітеті, м. Харків (1919—1920)
- Народній комісаріят освіти УСРР (з 1933 року – Народний комісаріат освіти УСРР/УРСР) (1920—1946), м. Харків, з 1935 р. — м. Київ
- Міністерство освіти УРСР (1946—1988), м. Київ
- Міністерство народної освіти УРСР/України (1988—1992), м. Київ
- Міністерство освіти України (1992—1999), м. Київ[1]
- Міністерство освіти і науки України (1999—2010)
- Міністерство освіти і науки, молоді та спорту України було утворене 9 грудня 2010 року шляхом об'єднання Міністерства освіти і науки України та Міністерства України у справах сім'ї, молоді та спорту[2].
- Міністерство освіти і науки, молоді та спорту України було розділено 28 лютого 2013 року на Міністерство освіти і науки України та Міністерство молоді та спорту України[3].

## Структура
Міністерством керував Міністр освіти і науки, молоді та спорту України. Через нього Кабінет Міністрів України спрямовував і координував діяльність таких центральних органів виконавчої влади:
1. Державна служба інтелектуальної власності України
2. Державна служба молоді та спорту України
3. Державне агентство з питань науки, інновацій та інформатизації України
4. Державна інспекція навчальних закладів України

## Деякі функції
На Департамент атестації кадрів (ДАК) міністерства також були покладені функції ліквідованої Вищої атестаційної комісії України.
12 квітня 2011 затверджене положення про міністерство.
Міністерство є (володільцем) Єдиної державної електронної бази з питань освіти.
Міністерство затверджує Перелік наукових спеціальностей, за яким:
- здійснюється підготовка наукових кадрів,
- проводяться захисти дисертацій на здобуття наукових ступенів кандидата наук і доктора наук,
- присуджуються наукові ступені і присвоюються вчені звання[7].

## Міністри освіти і науки, молоді та спорту України
- Табачник Дмитро Володимирович — з 9 грудня 2010[8][9][10]

## Структура
Департаменти та відділи Міністерства освіти й науки України
- Департамент управління справами
- Департамент загальної середньої та дошкільної освіти
- Департамент професійно-технічної освіти
- Департамент вищої освіти
- Департамент роботи з персоналом та керівними кадрами
- Департамент атестації кадрів
- Департамент наукової діяльності та ліцензування
- Департамент економіки та фінансування
- Юридичний департамент
- Департамент взаємодії з центральними органами виконавчої влади, засобами масової інформації та громадськими організаціями
- Управління міжнародного співробітництва
- Управління бухгалтерського обліку та звітності
- Відділ внутрішнього аудиту
- Сектор безпеки життєдіяльності
- Спецсектор

## Наукові установи у сфері управління міністерства
До сфери управління міністерства, крім освітніх закладів, входять наукові установи:
- Науково-дослідний інститут «Кримська астрофізична обсерваторія» (с. Наукове, Крим)
- Інститут проблем штучного інтелекту (Донецьк, спільно з НАН України)  [Архівовано 13 квітня 2013 у Wayback Machine.]
- Науково-дослідний і проєктно-конструкторський інститут «Іскра» (Луганськ)
- Інститут фізичної оптики (Львів)  [Архівовано 17 грудня 2012 у Wayback Machine.]
- Фізико-хімічний інститут захисту навколишнього середовища і людини (Одеса, спільно з НАН України)
- Інститут іоносфери (Харків, спільно з НАН України)  [Архівовано 23 липня 2012 у Wayback Machine.]
- Науковий фізико-технологічний центр (Харків)
- Інститут термоелектрики (Чернівці, спільно з НАН України)  [Архівовано 4 квітня 2013 у Wayback Machine.]
- Міжнародний науково-навчальний центр інформаційних технологій та систем (Київ, спільно з НАН України)  [Архівовано 2 липня 2012 у Wayback Machine.]
- Інститут магнетизму (Київ, спільно з НАН України)
- Національний науково-дослідний інститут українознавства (Київ)  [Архівовано 4 листопада 2012 у Wayback Machine.]
- Державний науково-дослідний інститут фізичної культури та спорту (Київ)
- Державний інститут сімейної та молодіжної політики (Київ)  [Архівовано 11 листопада 2012 у Wayback Machine.]
- Інститут інноваційних технологій і змісту освіти
- Львівський державний центр науково-технічної та економічної інформації
- Український інститут промислової власності

## Дорадчі органи
Перебіг формування Громадської ради:
- Ініціативну громаду — у громадську раду. Випуск № 1 «Марієн»[недоступне посилання з липня 2019]
- Ініціативну громаду — у громадську раду. Випуск № 4 «Знову Марієн»[недоступне посилання з липня 2019]
- Ініціативну громаду — у громадську раду. Випуск № 5 «Перемога демократії»[недоступне посилання з липня 2019]

## Виноски
1. ↑  Міністерство освіти України. Архів оригіналу за 13 липня 2017. Процитовано 28 квітня 2017.
2. ↑  Указ Президента України від 9 грудня 2010 року № 1085/2010 «Про оптимізацію системи центральних органів виконавчої влади»
3. ↑  Указ Президента України від 28 лютого 2013 року № 96/2013 «Про деякі заходи з оптимізації системи центральних органів виконавчої влади»
4. ↑  Указ Президента України від 9 грудня 2010 року № 1085/2010 «Про оптимізацію системи центральних органів виконавчої влади»
5. ↑  rada.gov.ua Указ Президента України від 8 квітня 2011 року N 410/2011 «Про затвердження Положення про Міністерство освіти і науки, молоді та спорту України»
6. ↑  rada.gov.ua Постанова Кабінету Міністрів України від 13 липня 2011 р. N 752 «Про створення Єдиної державної електронної бази з питань освіти»
7. ↑  rada.gov.ua [Архівовано 5 жовтня 2018 у Wayback Machine.] Наказ Міністерства освіти і науки, молоді та спорту України від 14 вересня 2011 N 1057 «Про затвердження Переліку наукових спеціальностей».
8. ↑  біографія Табачника Д.В. Архів оригіналу за 3 вересня 2014. Процитовано 17 жовтня 2011.
9. ↑  Колишні керівники галузі освіти і науки України. Архів оригіналу за 3 вересня 2014. Процитовано 17 жовтня 2011.
10. ↑  Колишні керівники Міністерства України у справах сім'ї, дітей та молоді. Архів оригіналу за 3 вересня 2014. Процитовано 17 жовтня 2011.
11. ↑  Структура центрального апарату Міністерства - МОНмолодьспорту. Архів оригіналу за 28 листопада 2012. Процитовано 24 листопада 2012.
12. ↑  Керівники структурних підрозділів (прізвища, телефони). Архів оригіналу за 4 березня 2016. Процитовано 17 жовтня 2011.
13. ↑  Управління освіти і науки облдержадміністрацій (прізвища, телефони). Архів оригіналу за 4 березня 2016. Процитовано 17 жовтня 2011.
14. ↑  Наукові установи та ВНЗ - МОНмолодьспорту. Архів оригіналу за 23 листопада 2012. Процитовано 24 листопада 2012.